# Estación de Mieres-Puente
Estación de Mieres-Puente vasútállomás Spanyolországban, Mieres településen.

## Vasútvonalak
Az állomást az alábbi vasútvonalak érintik:
- Venta de Baños-Gijón-vasútvonal

## Kapcsolódó állomások
A vasútállomáshoz az alábbi állomások vannak a legközelebb:
- Ablaña railway station (Estación de Gijón, Venta de Baños-Gijón-vasútvonal)